# Accettazione dell'eredità col beneficio d'inventario
L'accettazione dell'eredità col beneficio d'inventario è un istituto giuridico del diritto italiano che spetta in capo al chiamato all'eredità. Se il chiamato è un minore, un interdetto o una persona giuridica, associazione, fondazione, ente non riconosciuto questo è l'unico modo per acquisire un'eredità.
Tale istituto giuridico costituisce lo strumento attraverso il quale il chiamato all'eredità ha la facoltà di evitare la cosiddetta confusione del proprio patrimonio con quello del de cuius, ossia il pieno subentro dell'erede nella situazione patrimoniale del defunto, sia dal lato attivo (ossia nella proprietà dei beni), sia da lato passivo. ossia nei debiti (cosiddetto universum ius).
Il beneficio di inventario consente pertanto all'erede di limitare la propria responsabilità verso i creditori del defunto (nonché verso i legatari) al valore dei beni a lui pervenuti (art. 490 cod. civ.).

## Storia
Seppur con modalità diverse, il cosiddetto beneficium inventarii risalirebbe al diritto romano, e in particolare a Giustiniano I (482-565 d.C.) e al Corpus iuris civilis (VI secolo d.C.).
Il Corpus iuris civilis rappresentò la base del diritto per i secoli successivi, fino agli inizi del XIX secolo, allorché Napoleone Bonaparte riunì la varietà di fonti giuridiche differenti in uso in un unico e codice civile nel 1804); il codice civile napoleonico, nel quale il "beneficio dell'inventario" compare all'articolo 793 ((FR)  bénéfice d'invenataire). Tale testo normativo sarà poi la base dei successivi codici civili nazionali, inclusi quelli italiani (del 1865 e del 1942).

## Premesse ed effetti
Con la normale accettazione dell'eredità, tacita o espressa, il patrimonio dell'erede e il patrimonio del de cuius confluiscono in un unico patrimonio in capo all'erede (tecnicamente si parla di confusione dei patrimoni). L'istituto dell'accettazione con beneficio d'inventario è un'eccezione a tale regola, tenendo separati tali due patrimoni sino all'estinzione dei debiti ereditari.
L'accettazione dell'eredità non può farsi che con beneficio di inventario nel caso in cui i chiamati siano persone giuridiche, associazioni, fondazioni ed enti non riconosciuti (eccetto le società), gli interdetti, gli inabilitati, i minori d'età e i minori emancipati, nonché a discrezione del giudice i beneficiari dell'amministrazione di sostegno. Si tratta infatti di un atto di straordinaria amministrazione, e come tale un'accettazione pura e semplice da parte di un soggetto appartenente a una di queste categorie è annullabile.

## Il procedimento
Tale procedura deve essere attivata attraverso una dichiarazione presentata al cancelliere del tribunale in cui si è aperta la successione, oppure ricevuta da un notaio. Tale dichiarazione deve essere preceduta o seguita dall'inventario dei beni del de cuius.
Come nel caso dell'accettazione dell'eredità semplice, ci sono principalmente due situazioni da considerare, a seconda che il chiamato all'eredità sia o no nel possesso anche di uno solo dei beni ereditari (ad esempio, viva in un'abitazione appartenente al de cuius). Se è nel possesso di beni ereditari, l'accettazione col beneficio d'inventario è possibile avviarla nell'arco dei tre mesi successivi all'apertura della successione (che nella maggior parte dei casi coincide con la data di morte del de cuius). Entro i tre mesi successivi all'apertura della successione, inoltre, il chiamato all'eredità deve redigere l'inventario. Se entro i tre mesi di cui sopra l'inventario non viene redatto o non viene redatto un atto di rinuncia all'eredità, questa si considera accettata a tutti gli effetti. Nel caso in cui il chiamato all'eredità abbia compiuto l'inventario entro i tre mesi, ma non abbia ancora accettato l'eredità col beneficio d'inventario, egli ha un termine di quaranta giorni per decidere se accetta o rinuncia all'eredità e per l'eventuale dichiarazione di rinuncia, in mancanza della quale l'eredità si considera accettata a tutti gli effetti.
Se il chiamato all'eredità non è nel possesso di alcuno dei beni ereditari (ad esempio risiede all'estero), può accettare l'eredità col beneficio d'inventario (così come accettarla incondizionatamente) nell'arco di dieci anni dall'apertura della successione. Una volta accettata l'eredità con beneficio d'inventario, il chiamato all'eredità ha tre mesi di tempo per poter fare l'inventario. In mancanza dell'inventario o di atto di rinuncia all'eredità, alla scadenza dei tre mesi l'eredità si considera accettata a tutti gli effetti. Se è stato fatto l'inventario senza una dichiarazione di accettazione col beneficio d'inventario, il chiamato all'eredità ha quaranta giorni di tempo per decidere se accettare e per la relativa dichiarazione di accettazione; in caso contrario, l'eredità si intende rifiutata. Nel caso in cui, dopo dieci anni, l'eredità non sia stata né accettata (con o senza beneficio d'inventario) né rifiutata, essa si considera rifiutata a tutti gli effetti.